# Primer lord del Mar
El primer lord del Mar (en inglés: First Sea Lord) es el comandante de la Marina Real y de todos los servicios navales en el Reino Unido. También ostenta el título de jefe del Estado Mayor Naval (Chief of Naval Staff) y es conocido por las abreviaturas 1SL y CNS. Desde el 19 de junio de 2019 el primer lord del Mar es el almirante Tony Radakin.

## Historia
Entre 1795 y 1827, la cabeza de la Marina Real era conocida como el «almirante de la Flota». Posteriormente, este oficio derivaría en un rango.
- Richard Howe, primer conde Howe, 1795-1799.
- Peter Parker, 1799-1811.
- Príncipe Guillermo, duque de Clarence, 1811-1827.

Antes de 1809 los oficiales navales ocasionalmente servían como primer lord del Almirantazgo, o como presidente del Gabinete del Almirantazgo. No obstante, entre 1809 y 1828 el cargo recayó invariablemente en un político civil.
El título de primer lord del Mar fue otorgado al lord superior del Gabinete del Almirantazgo en 1828. El primer lord del Mar era un miembro del Comité de jefes del Estado Mayor, que se unía con los representantes de los otros servicios (el jefe del Estado Mayor General Imperial y el jefe del Estado Mayor del Aire), que serviría como presidente del Comité y como jefe funcional de todas las Fuerzas Armadas Británicas (a partir de 1956 el cargo es conocido como jefe del Estado Mayor de la Defensa).
El título se mantuvo cuando se abolió el Gabinete del Almirantazgo en 1964 y sus funciones fueron integradas en el Ministerio de Defensa.

## Primeros lores del Mar, 1828–1904
- George Cockburn, 1828–1830.

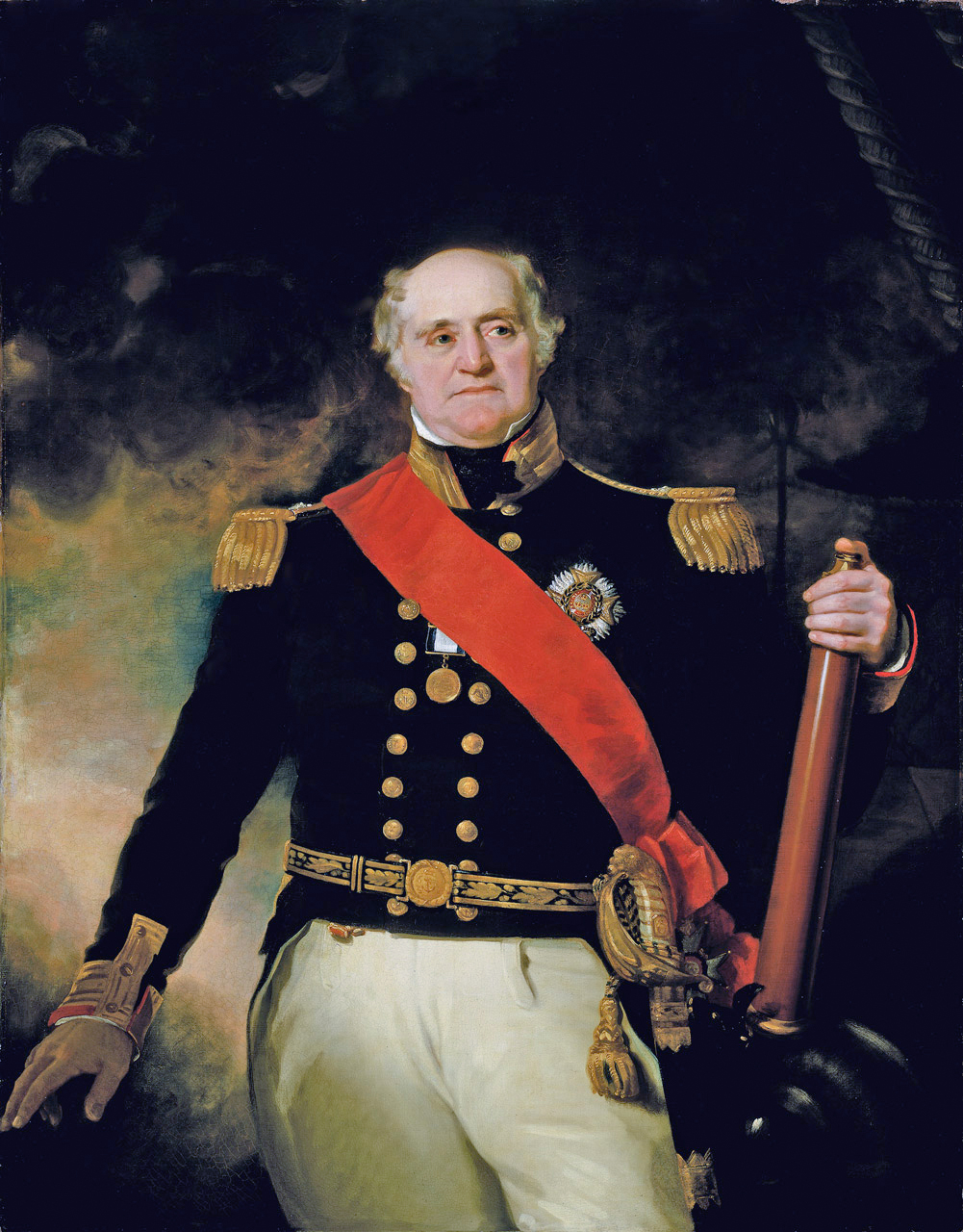
Thomas Hardy, primer lord del Mar entre 1830 y 1834.

- Thomas Masterman Hardy, 1830–1834.
- George Heneage Dundas, 1834.
- Charles Adam, 1834.
- George Cockburn, 1834–1835.
- Charles Adam, 1835–1841.
- George Cockburn, 1841–1846.
- William Parker, Bt, 1846.
- Charles Adam, 1846–1847.
- James Whitley Deans Dundas, 1847–1852.
- Maurice Fitzhardinge Berkeley, 1852.
- Hyde Parker, 1852–1854.
- Maurice Fitzhardinge Berkeley, 1854–1857.
- Richard Saunders Dundas, 1857–1858.
- William Fanshawe Martin, 1858–1859.
- Richard Saunders Dundas, 1859–1861.
- Frederick Grey, 1861–1866.
- Alexander Milne, 1866–1868.
- Sydney Dacres, 1868–1872.
- Alexander Milne, 1872–1876.
- Hastings Yelverton, 1876–1877.
- George Wellesley, 1877–1879.
- Astley Cooper Key, 1879–1885.
- Arthur Acland Hood, 1885–1886.
- John Hay, 1886.
- Arthur Acland Hood, 1886–1889.
- Richard Vesey Hamilton, 1889–1891.
- Anthony Hoskins, 1891–1893.
- Frederick Richards, 1893–1899.
- Walter Kerr, 1899–1904.

## Primeros lores del Mar, 1904–1964
- John Arbuthnot Fisher, 1904–1910.
- Arthur Knyvet Wilson, 1910–1911.
- Francis Bridgeman, 1911–1912.
- Luis de Battenberg, 1912–1914.
- John Arbuthnot Fisher, 1914–1915.
- Henry Jackson, 1915–1916.
- John Jellicoe, 1916–1917.
- Rosslyn Wemyss, 1917–1919.
- David Beatty, 1919–1927.
- Charles Madden, Bt, 1927–1930.
- Frederick Field, 1930–1933.
- Ernle Chatfield, 1933–1938.
- Roger Backhouse, 1938–1939.
- Dudley Pound, 1939–1943.
- Andrew Cunningham, 1943–1946.
- John Cunningham, 1946–1948.
- Bruce Fraser, 1948–1951.
- Rhoderick McGrigor, 1951–1955.
- Louis Mountbatten, 1955–1959.
- Charles Lambe, 1959–1960.
- Caspar John, 1960–1963.
- David Luce, 1963–1964.

## Primeros lores del Mar, 1964–presente
- David Luce, 1964–1966.
- Varyl Begg, 1966–1968.
- Michael Le Fanu, 1968–1970.
- Peter Hill-Norton, 1970–1971.
- Michael Pollock, 1971–1974.
- Edward Ashmore, 1974–1977.
- Terence Lewin, 1977–1979.
- Henry Leach, 1979–1982.
- John Fieldhouse, 1982–1985.
- William Staveley, 1985–1989.
- Julian Oswald, 1989–1993.
- Benjamin Bathurst, 1993–1995.
- Jock Slater, 1995–1998.
- Michael Boyce, 1998–2001.
- Nigel Essenhigh, 2001–2002.
- Alan West, 2002–2006.
- Jonathon Band, 2006–2009.
- Mark Stanhope, 2009– 2013.[2]
- George Zambellas, 2013-2016.
- Philip Jones, 2016-2019.[3]
- Tony Radakin, 2019 - 2021.[1]
- Sir Ben Key, desde 2021